# The Kanan Tape
The Kanan Tape – jedenasty mixtape amerykańskiego rapera 50 Centa, którego premiera odbyła się 9 grudnia 2015 roku w serwisach internetowych Thisis50.com oraz Datpiff.com, gdzie był dostępny do ściągnięcia za darmo. Tytuł albumu nawiązuje do postaci Kanana, bohatera serialu telewizyjnego Power.
Gościnnie na płycie udzielili się Boosie Badazz, Young Buck, Post Malone oraz Sonny Digital. Poszczególne utwory zostały wyprodukowane przez Bandplay, London on da Track, The Alchemist, Scoop DeVille, Sonny Digital, Colt 45 i Illmind.
W celu promocji albumu, 12 listopada 2015 r. wydano pierwszy singel pt. „Body Bags”, drugi „Too Rich for the Bitch” 18 grudnia 2015 r., a ostatni „I'm the Man” 12 lutego 2016 roku.
Mixtape zadebiutował na 39. miejscu angielskiej listy sprzedaży UK R&B Albums.

## Lista utworów
| Nr | Tytuł utworu                                | Producent          | Długość |
| -- | ------------------------------------------- | ------------------ | ------- |
| 1. | „Nigga” (gości. Boosie Badazz & Young Buck) | Bandplay           | 4:42    |
| 2. | „Too Rich for the Bitch”                    | London on da Track | 3:01    |
| 3. | „Body Bags”                                 | The Alchemist      | 4:23    |
| 4. | „Tryna Fuck Me Over” (gości. Post Malone)   | Scoop DeVille      | 2:43    |
| 5. | „I'm the Man” (gości. Sonny Digital)        | Sonny Digital      | 3:55    |
| 6. | „Burner on Me”                              | Colt 45            | 3:28    |
| 7. | „On Everything”                             | Illmind            | 2:52    |
|    |                                             |                    | 25:04   |